# ديفيد ماكدويل براون
ديفيد ماكدويل براون (بالإنجليزية: David McDowell Brown)‏‏ (16 أبريل 1956 - 1 فبراير 2003) هو قائد في بحرية الولايات المتحدة ورائد فضاء في وكالة ناسا وأحد الذين لقوا حتفهم في حادثة تفكك مكوك الفضاء كولومبيا.